# ساليف كوليبالي
ساليف كوليبالي (بالفرنسية: Salif Coulibaly) (مواليد 13 مايو 1988م) هو لاعب كرة قدم مالي  لعب سابقاً لصالح النادى الأهلى المصرى في مركز الدفاع.

## إحصائيات
تحديث 2 أكتوبر 2014 
المشاركات المحلية
| الموسم     | النادي          | الدوري                  | الظهور | الأهداف |
| ---------- | --------------- | ----------------------- | ------ | ------- |
| 2010-2013  | دجوليا          | مالي                    |        |         |
| 2013–14    | استقلال خوزستان | دوري المحترفين الإيراني | 16     | 2       |
| 2014–15    | استقلال خوزستان | دوري المحترفين الإيراني | 11     | 0       |
| 2015-2018  | تي بي مازيمبي   | الكونجو                 | 48     | 8       |
| 2018- 2019 | الاهلي          | الدوري المصري الممتاز   | 2      | 2       |
| المجموع    | المجموع         | المجموع                 | 27     | 2       |

المشاركات الدولية
| الموسم    | عدد المشاركات الدولية | عدد البطولات | عدد الأهداف |
| --------- | --------------------- | ------------ | ----------- |
| 2012-الآن | 26                    | 0            | 1           |
|           |                       |              |             |
|           |                       |              |             |

## روابط خارجية
ساليف كوليبالي على موقع الاتحاد الدولي (مؤرشف)  (الإنجليزية)
- ساليف كوليبالي على موقع قاعدة بيانات كرة القدم.إي يو (الإنجليزية)
- ساليف كوليبالي على موقع ناشيونال فوتبول تيمز (الإنجليزية)
- ساليف كوليبالي على موقع Soccerbase.com (لاعب) (الإنجليزية)
- ساليف كوليبالي على موقع Soccerway.com (الإنجليزية)
- ساليف كوليبالي على موقع عالم كرة القدم.نت (الإنجليزية)
- ساليف كوليبالي على موقع كووورة
- ساليف كوليبالي على موقع AS.com (الإسبانية)